# معادله واندروالس
معادله واندروالس که به خاطر مبدع آن، فیزیک‌دان هلند‌ی‌ یوهان دیدریک وان در والس نام‌گذاری‌شده است، معادله‌ای از حالت است که قانون گاز ایده‌آل را گسترش می‌دهد تا اندازه غیر صفر مولکول‌های گاز و برهم‌کنش‌های بین آن‌هارا (هر دو) بسط دهد، چون مولکول‌های موجود در یک گاز دارای حجمی معین هستند و نیروهای جاذبه بر یکدیگر وارد می‌سازند، گازهای حقیقی از قانون‌های گاز ایده‌آل پیروی نمی‌کنند. اثرهای مربوط به گازهای حقیقی به وسیله وان در والس در معادله حالت او گنجانیده شده‌اند.
{\displaystyle (p+{\frac {n^{2}a}{V^{2}}})(V-nb)=nRT}
که a و b ثابت‌های مشخص گاز مورد نظر هستند. a معیاری برای جاذبهٔ بین مولکولها و b حجم میانگین اشغال شده از V توسط مولکولها و داری مقداری در حدود چهار برابر حجم واقعی مولکولهاست. عبارت
{\displaystyle ({\frac {a}{V^{2}}})}
کاهش فشار ناشی از نیروهای جاذبه بین مولکولی، از مقدار ایده‌آل آن است؛ و به این معادله به افتخار کاشف آن معادله وان در والس (به انگلیسی: Van der Waals equation) گفته می‌شود.

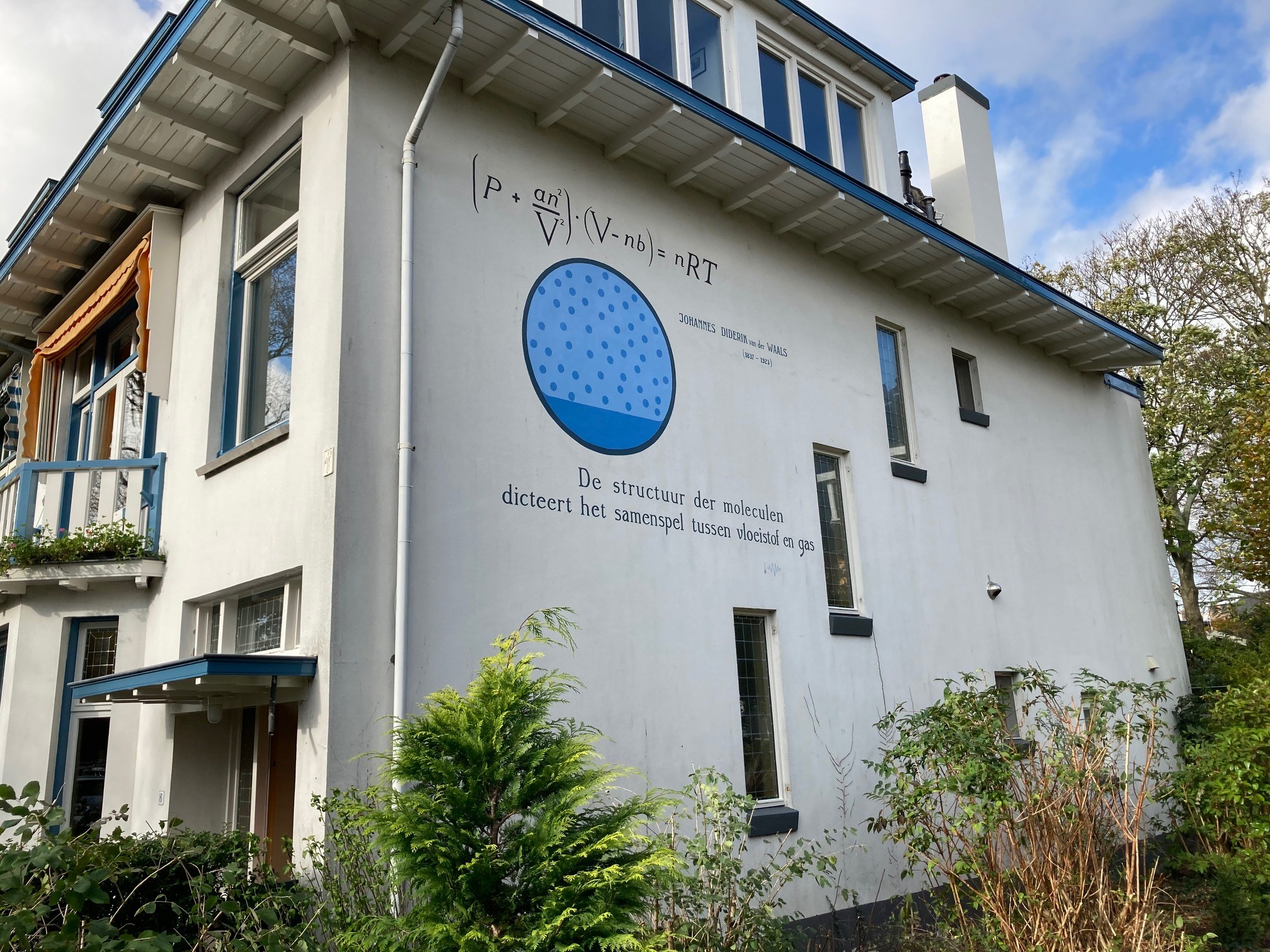
نمایی از دیوارنگارهٔ «معادله واندروالس»، نقاشی‌شده بر روی دیواری در لیدن، هلند - ۲۰۲۰